# 卡達國家圖書館
卡達國家圖書館（阿拉伯语：مكتبة قطر الوطنية）是卡達的國家圖書館，於1962年在多哈成立，它由1956年成立的多哈公共圖書館和1954年成立的教育圖書館合併而成。國家館下設5個公共圖書館，因而也具有公共圖書館的性質，1982年该馆成为法定缴送本中心。至2018年，圖書館收藏了超過80萬冊書籍和超過500,000本電子書、期刊和報紙，以及特別收藏品。

## 建築
由荷蘭大都會建築事務所（OMA）的著名設計師雷姆·库哈斯所設計的卡達國家圖書館新館，於2018年4月初完工開幕，成為OMA设计的第3座图书馆建筑。實際位置位於首都多哈近郊的賴揚。建築可以细分为四个部分：公共图书馆、大学、研究图书馆，以及收藏有珍贵阿拉伯伊斯兰文明文本、手稿的文化遗产藏区。

## 外部連結
- 官方网站 （阿拉伯文）（英文）
- 卡達電子圖書館 （页面存档备份，存于）

25°16′57″N 51°32′25″E / 25.28250°N 51.54028°E